# 4428 Khotinok
4428 Khotinok (1977 SN) là một tiểu hành tinh vành đai chính được phát hiện ngày 18 tháng 9 năm 1977 bởi N. S. Chernykh ở Nauchnyj.